# Trotteur espagnol
Le trotteur espagnol (espagnol : Trotador Español / trotador mallorquín) est une race chevaline espagnole issue de croisements entre différents trotteurs, spécialement sélectionnée pour les courses de trot. La race, assez rare, est essentiellement présente sur l'île de Majorque.

## Dénomination
Le nom de la race en espagnol est Trotador Español. Elle doit ce nom au sport hippique pour lequel elle a été sélectionnée, les courses de trot, sur les îles Baléares. Les courses de trot espagnoles ne s'étant développées que sur ces îles, la race est également connue sous le nom de trotador mallorquín, soit « trotteur majorquin ».

## Histoire
Les origines remontent à la fin du XIXe siècle (selon le guide Delachaux) ou au début du XXe siècle (selon le ministère de l’agriculture espagnol). Les premières courses de trot courues sur les îles Baléares le sont à la fin du XIXe siècle.
Les juments Mallorquínes locales ont été croisées avec des étalons importés, dans un premier temps de race Trotteur français, Anglo-normand et trotteur Orlov, jusqu'en 1915, aboutissant à la formation de la race,,. Des croisements avec le Trotteur américain interviennent plus tard.
Le registre généalogique du Trotteur espagnol est fondé en 1980. En décembre 2001, 6 823 individus appartenant à la race sont recensés dans toute l'Espagne. En 2007, ce registre compte 15 510 chevaux inscrits.

## Description

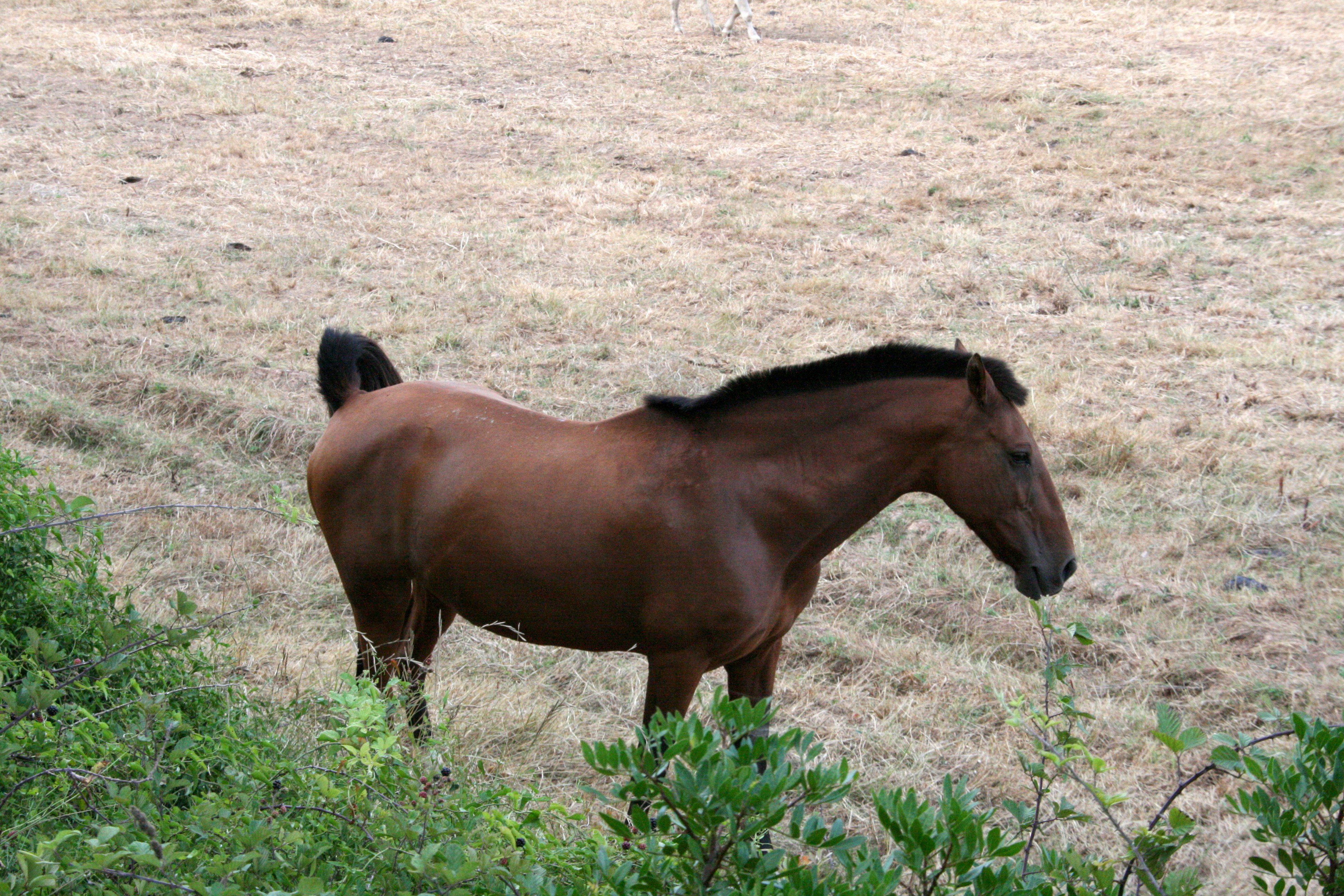
Trotteur espagnol bai dans la zone Natura 2000 d'Alaior, sur Minorque.

Ces chevaux toisent en moyenne de 1,60 m (chez les femelles) à 1,70 m (chez les mâles),,. Ils sont physiquement typiques des trotteurs. Le profil de tête est subconvexe. Le corps est large, l'épaule et le dos sont robustes,. Les membres sont solides et longs,. Le tiers postérieur, en particulier la croupe, est bien musclé,. 
L'étude génétique de Pedro Javier Aeor (département de génétique de l'Université nationale de Córdoba) montre peu d'influence récente du Mallorquín sur la race actuelle.

### Robe
La robe est baie sous toutes les nuances, alezane, ou plus rarement noire. CAB International signale le gris et le rouan comme possibles, bien que très rares. Des marques blanches discrètes à la tête et aux membres sont possibles.

### Tempérament
Comme chez tous les trotteurs, son caractère est globalement docile, coopératif et volontaire,.

### Sélection
La sélection de la race est gérée par l'Asociación de Criadores y Propietarios de Caballos Trotadores (Association d'éleveurs et propriétaires de chevaux trotteurs), ou Astrot, située à Palma de Majorque, qui organise notamment des concours de modèle et allures. Le Trotteur espagnol fait l'objet de recherches en génétique pour améliorer ses performances : celles-ci sont calculées (2006) sur la base de l'indice BLUP. 
L'insémination artificielle est la principale méthode de reproduction utilisée par les éleveurs. Les pères des poulains sont généralement le Trotteur français ou le Trotteur américain, mais les poulains sont enregistrés comme Trotteur espagnol quelle que soit l'origine du père. Cette dernière est cependant précisée dans ce même registre.

## Utilisations
Le Trotteur espagnol est essentiellement élevé pour les courses de trot disputées sur les îles Baléares,. Il existe trois hippodromes à Majorque, sur lesquels ces chevaux peuvent courir. La plus importante course est le Gran Premio Nacional (National espagnol du trot), qui est considéré comme l'évènement majeur de l'industrie espagnole des courses de trot. Le record de vitesse au trot de cette race sur un kilomètre est de 1'913.
Le Trotteur espagnol peut être attelé aussi bien que monté, les chevaux réformés des courses pouvant devenir des chevaux de loisirs.

## Diffusion de l'élevage
Environ 85 % de la population espagnole de trotteurs est située sur l'île de Majorque, le reste se situant sur les îles de Minorque et d'Ibiza,, avec quelques rares sujets dans les autres régions d'Espagne. L'élevage de trotteurs est marginal par comparaison avec les autres types d'élevages équins en Espagne, puisque les trotteurs ne représentent que 0,001 % du total des chevaux du pays en 2013.
En 2013, d'après le guide Delachaux, CAB International et la base de données DAD-IS, la race comptait environ 9 000 individus répartis dans toute l'Espagne. La tendance (2018) est à la récession de l'élevage. Le Trotteur espagnol est signalé comme étant en danger d'extinction sur DAD-IS : le dernier recensement disponible, celui de 2014, indique un cheptel de 6 981 sujets, en rapide décroissance. Il existe un programme de conservation et de gestion génétique sur place.